# Hyperstrotia
Hyperstrotia là một chi bướm đêm thuộc họ Erebidae.

## Các loài
- Hyperstrotia aetheria Grote, 1879
- Hyperstrotia albida Hampson, 1910
- Hyperstrotia flaviguttata Grote, 1882
- Hyperstrotia flavipuncta Leech, 1889
- Hyperstrotia inordinata Walker, [1863]
- Hyperstrotia macroplaga Hampson, 1907
- Hyperstrotia meeki Bethune-Baker, 1906
- Hyperstrotia molybdota Hampson, 1910
- Hyperstrotia nana Hübner, 1818
- Hyperstrotia ochreipuncta Wileman, 1914
- Hyperstrotia oletta Schaus, 1904
- Hyperstrotia pervertens (Barnes & McDunnough, 1918)
- Hyperstrotia secta Grote, 1879
- Hyperstrotia semiochrea Hampson, 1898
- Hyperstrotia variata Wileman & West, 1929
- Hyperstrotia villificans Barnes & McDunnough, 1918